# Koungou (Burkina Faso)
Pour les articles homonymes, voir Koungou.
Koungou est une localité située dans le département de Zonsé de la province du Boulgou dans la région Centre-Est au Burkina Faso.

## Histoire
C'est un village fondé par les Louré et majoritairement peuplé par ceux-ci[réf. nécessaire].